# Thysanophora hornii
Thysanophora hornii är en snäckart som först beskrevs av William More Gabb 1866.  Thysanophora hornii ingår i släktet Thysanophora och familjen Thysanophoridae. Inga underarter finns listade i Catalogue of Life.